# Dragon Dice
Dragon Dice ist ein Sammelwürfelspiel. Es wurde ursprünglich von TSR entwickelt und veröffentlicht. 1995 gewann es den Origins Award in der Kategorie Best Fantasy or Science-Fiction Board Game (Bestes Fantasy- oder Science-Fiction-Brettspiel). Heute wird das Spiel von der Firma SFR vertrieben.
Das Spielprinzip erinnert an Sammelkartenspiele wie Magic: The Gathering. Hier kaufen die Spieler statt Spielkarten speziell beschriftete Würfel, die für Einheiten, Gelände und Gegenstände stehen. Ziel des Spieles ist es, durch Kämpfe mit den Einheiten zwei Gelände zu kontrollieren oder die feindliche Armee komplett auszuschalten.
Verwendet werden vierseitige Würfel für Gegenstände, sechsseitige für Einheiten, achtseitige für Gelände, zehnseitige für Monster und Artefakte sowie zwölfseitige für Drachen. Aus fünf Grundfarben für die Elemente Luft (Blau), Erde (Gelb), Wasser (Grün), Feuer (Rot), Tod (Schwarz) setzen sich die bisherigen 13 Völker zusammen:

- Korallenelfen (Grün und Blau) 

- Lavaelfen (Rot und Schwarz)

- Feuerkobolde (Rot und Grün) 

- Zwerge (Gelb und Rot)

- Waldvolk (Gelb und Grün)

- Goblins (Gelb und Schwarz)

- Feuerbringer (Blau und Rot)

- Frostschwingen (Blau und Schwarz)

- Feral (Grün und Blau)

- Sumpfschleicher (Grün und Schwarz)

- Amazonen (Farblos)

- Eldarim (in allen 5 Farben)

- Untote (Schwarz).
Jedes dieser Völker besitzt eine oder zwei Spezialfähigkeiten um sie weiter zu unterscheiden.
Die Farben der Würfel bestimmen welche Magie der Würfel wirken kann wenn gezaubert wird.
Die selteneren Würfel besitzen außer den Standardaktionen (Nahkampf, Fernkampf, Manöver, Magie, Abwehr)
in der Regel mehrere Sonderfähigkeiten (die durch Symbole auf dem Würfel dargestellt werden) um
die Verwendung der seltenen Würfel attraktiver zu machen.
Das Spiel war nie ein so großer kommerzieller Erfolg wie die Sammelkartenspiele, aufgrund deren Erfolges es entwickelt worden war, und stand durch die finanziellen Schwierigkeiten von TSR vor dem Aus, bevor es an SFR abgegeben wurde. Es ist jedoch der langlebigste Vertreter seines Genres.